# Glaucocharis morobella
Glaucocharis morobella là một loài bướm đêm trong họ Crambidae.